# سمپی
سمپی، یسیگما (بزرگ Ϡ، کوچکϡ; (به یونانی: σαμπῖ) [sampi] )حرف الفبای یونانی است. احتمالاً صدای ts یا ss انگلیسی داشت. سمپی نماد عدد ۹۰۰ نیز می باشد.